# Вольфсбург (фильм)
«Вольфсбург» (нем. Wolfsburg) — немецкий кинофильм режиссёра Кристиана Петцольда, вышедший на экраны в 2003 году.

## Сюжет
Действие происходит в городе Вольфсбурге и его окрестностях. Едущему по загородной дороге Филиппу, продавцу в автосалоне, звонит его девушка Катя, которая сообщает, что уходит от него, потому что он не обращает на неё внимания. Филипп просит перенести разговор на вечер, но Катя бросает трубку, и он разворачивается и едет к ней. По дороге, нагнувшись за упавшим телефоном, Филипп сбивает мальчика на велосипеде и уезжает с места происшествия. Он подумывает признаться во всём полиции и даже заходит в больницу, где лежит мальчик, и встречает там его мать Лауру, но каждый раз что-то мешает ему начать разговор. Через несколько дней мальчик умирает в больнице. На фоне происходящего Филипп мирится с Катей и делает ей предложение, они женятся и уезжают на Кубу в свадебное путешествие. Брат Кати, начальник Филиппа в автосалоне, скептически относится к этому браку, считая, что Филипп на самом деле не любит Катю. Вернувшись, Филипп замечает на месте аварии крест в память о погибшем мальчике, и однажды вечером едет туда под дождём, снова переживая свою вину. Он начинает ездить на другой машине.
После смерти сына Лаура, которая воспитывала его в одиночку, начинает поиски красного «форда», который мальчик упоминал, ненадолго придя в себя в больнице. Некоторое время Лаура живёт у подруги, но после пытается вернуться на работу. Её коллега, который давно пытался за ней ухаживать, приглашает её вечером в ресторан, где её случайно видит Филипп. После ужина Лаура уезжает на велосипеде, отклонив ухаживания коллеги. Возвращаясь домой, Филипп проезжает мимо Лауры, а потом едет назад и видит на мосту только её велосипед. Лаура бросилась в реку, и Филипп вытаскивает её и отвозит к ней домой. Позже он несколько раз приходит к ней в гости, они постепенно сближаются. Лауру увольняют с работы, но Филипп помогает ей устроиться в типографию. Узнав о встречах Филиппа с другой женщиной, Катя выгоняет его, а её брат увольняет его и просит вернуть машину.
Филипп собирается переехать в другой город к родителям и приходит прощаться к Лауре. Он предлагает ей покататься, и они приезжают к морю. Там Лаура обращает внимание на старую машину Филиппа, красный форд, и понимает, что именно он сбил её сына. На обратном пути она ударяет его ножом, и машина переворачивается. Филипп тяжело ранен, Лаура вызывает полицию и медленно уходит по полю.

## В ролях
| Актёр              | Роль                  |
| ------------------ | --------------------- |
| Бенно Фюрман       | Филипп                |
| Нина Хосс          | Лаура                 |
| Антье Вестерманн   | Катя                  |
| Штефан Кампвирт    | Клаус брат Кати       |
| Астрид Мейерфельдт | Вера подруга Лауры    |
| Маттиас Мачке      | Шольц начальник Лауры |
| Сорайя Сала        | Франсуаза             |

## Награды
- 2005 — 53-й Берлинский международный кинофестиваль — Приз ФИПРЕССИ (программа «Панорама»)[1]
- 2005 — Золотая медаль Grimme-Preis[2] — получатели Кристиан Петцольд, Бенно Фюрман и Нина Хосс[3]